# Molčanovo
Molčanovo (in russo Молчаново?) è un villaggio della Russia asiatica nell'oblast' di Tomsk; è il centro amministrativo del rajon Molčanovskij.
Si trova sulla riva sinistra del fiume fiume Ob', 196 km a nord di Tomsk.